# Maki Tabata
Pour les articles homonymes, voir Tabata.
Mako Tabata (田畑 真紀, Tabata Maki), née le 9 novembre 1974 à Mukawa, est une sportive japonaise pratiquant le cyclisme sur piste et le patinage de vitesse.
Alors qu'elle est titrée à plusieurs reprises en patinage de vitesse, elle se lance en parallèle dans le cyclisme en piste de compétition en 2010, espérant participer aux Jeux olympiques dans les deux sports comme ses compatriotes Seiko Hashimoto et Sayuri Osuga.

## Palmarès en patinage de vitesse

### Jeux olympiques
- Vancouver 2010
  -  Médaille d'argent en poursuite par équipes

### Championnats du monde
- Championnats du monde
  -  Médaille d'argent sur 1500m en 2003 à Berlin
  -  Médaille d'argent sur 1500m en 2001 à Salt Lake City
  -  Médaille de bronze en poursuite par équipes en 2009 à Vancouver
  -  Médaille de bronze en poursuite par équipes en 2005 à Inzell
  -  Médaille de bronze sur 5000m en 2001 à Salt Lake City
  -  Médaille de bronze sur 3000m en 2000 à Nagano

## Palmarès en cyclisme sur piste

### Championnats du monde
- Melbourne 2012
  - 9e du scratch
  - 12e de la course aux points
  - 12e de la poursuite par équipes
  - 19e de la poursuite individuelle

### Championnats d'Asie
- Kuala Lumpur 2012
  -  Championne d'Asie de la poursuite
  -  Médaillée d'argent de la poursuite par équipes
  -  Médaillée de bronze de la course aux points
  -  Médaillée de bronze du scratch